# 于雯峻
于雯峻（?—?），字次公，號小涪，江南金壇（今江蘇省金壇縣）人，清朝政治人物。進士出身。
狀元于振次子，乾隆十九年（1754年）登進士。歷官翰林院編修、戶部主事，升任戶部山東司郎中。乾隆三十年（1765年）擔任雲南學政。